# Szymon Michał Giedroyć
Szymon Michał Tadeusz Giedroyć herbu Hippocentaurus (ur. 30 października 1764 w pobliżu Wyłkowyszki, zm. 7 sierpnia 1844 w Olsiadach) – biskup pomocniczy żmudzki (1804–1838). W 1829 mianowany koadiutorem diecezji żmudzkiej, od 1838 biskup ordynariusz żmudzki.
Odznaczony Orderem Świętego Stanisława w 1791 roku. Kawaler Orderu św. Włodzimierza II klasy, Orderu św. Anny z koroną cesarską.